# Dahegam
Dahegam là một thành phố và khu đô thị của quận Gandhinagar thuộc bang Gujarat, Ấn Độ.

## Địa lý
Dahegam có vị trí 23°10′B 72°49′Đ / 23,17°B 72,82°Đ Nó có độ cao trung bình là 73 mét (239 feet).

## Nhân khẩu
Theo điều tra dân số năm 2001 của Ấn Độ, Dahegam có dân số 38.083 người. Phái nam chiếm 52% tổng số dân và phái nữ chiếm 48%. Dahegam có tỷ lệ 65% biết đọc biết viết, cao hơn tỷ lệ trung bình toàn quốc là 59,5%: tỷ lệ cho phái nam là 73%, và tỷ lệ cho phái nữ là 58%. Tại Dahegam, 14% dân số nhỏ hơn 6 tuổi.